# Siège d'Alger (1598)
Pour les articles homonymes, voir Expédition d'Alger.
Guerres entre régence d'Alger et les Kabyles
Batailles
- Bataille des Issers (1519)
- Prise d'Alger (1520)
- Bataille de la Kalâa des Beni Abbès (1553)
- Bataille de M'Sila (1554)
- Bataille de la Kalâa des Beni Abbès (1559)
- Siège de la Kalâa des Beni Abbès (1590)
- Siège d'Alger (1598)
- Bataille de Guidjel (1638)
- Bataille de Aït Aïssi (1745)
- Bataille des Zouaoua (1746)
- Bataille des Aït Irathen (1754)
- Insurrection de Kabylie (1756)
- Bataille de Draâ El Mizan (1767)
- Bataille de Draâ El Mizan (1768)

Le siège d'Alger est le fruit d'une expédition de Kabyles dans la mitidja. Il oppose la régence d'Alger au royaume des Beni Abbès et aux tribus kabyles alliées. Les Kabyles réussissent à forcer la porte Bab Azzoun mais ne parviennent pas à occuper la ville et doivent après onze jours de siège se retirer,,.